# Svatováclavská pouť ve Světlé nad Sázavou
Svatováclavská pouť ve Světlé nad Sázavou je jedna z největších poutí v Kraji Vysočina i v celém Česku a nejdéle opakující se akcí v historii města. Pouť se koná každoročně v září a pokaždé ji navštíví tisíce návštěvníků. Od roku 2006 jsou součástí programu Svatováclavské poutě prohlídky světelského podzemí.
Z konání akce město Světlá nad Sázavou město utrží asi 750 000 Kč.
S konáním poutě je spojený hluk, kvůli kterému někteří obyvatelé o víkendu, kdy se Svatováclavská pouť koná, opouštějí svá bydliště.

## Historie konání poutě
- 2006 - poprvé byly součástí poutě mimořádné prohlídky světelského podzemí[4]
- 2007 - pouť byla součástí oslav 800. výročí první písemné zmínky o Světlé nad Sázavou, mezi atrakcemi kvůli nízkému zájmu nebyla Centrifuga[6]
- 2008 - protože se v severní části náměstí stavěla nová budova, byl prostor pro konání poutě menší[5]
- 2011 - kvůli uzavřenému můstku mezi Bohušicemi a Josefodolem nebylo možné umístit stánky do Nádražní ulice, místo toho byly umístěny do ulic Poštovní a Pěšinky, pouť navštívilo asi 25 000 účastníků,[7] prohlídek světelského podzemí se zúčastnilo 120 návštěvníků[4]
- 2015 - díky slunečnému počasí měla pouť jednu z největších návštěvností za poslední roky[8]
- 2020 - ještě v červnu nebylo jisté, zda se pouť bude konat,[9] kvůli epidemiologické situaci a nemožnosti dodržení požadovaných bezpečnostních opatření rada města rozhodla, že se Svatováclavská pouť v tomto roce konat nebude[10]
- 2022 - v roce 2021 bylo rozhodnuto, že se kvůli revitalizaci náměstí ve Světlé nad Sázavou v roce 2022 Svatováclavská pouť konat nebude.